# Strażnica WOP Rycerka

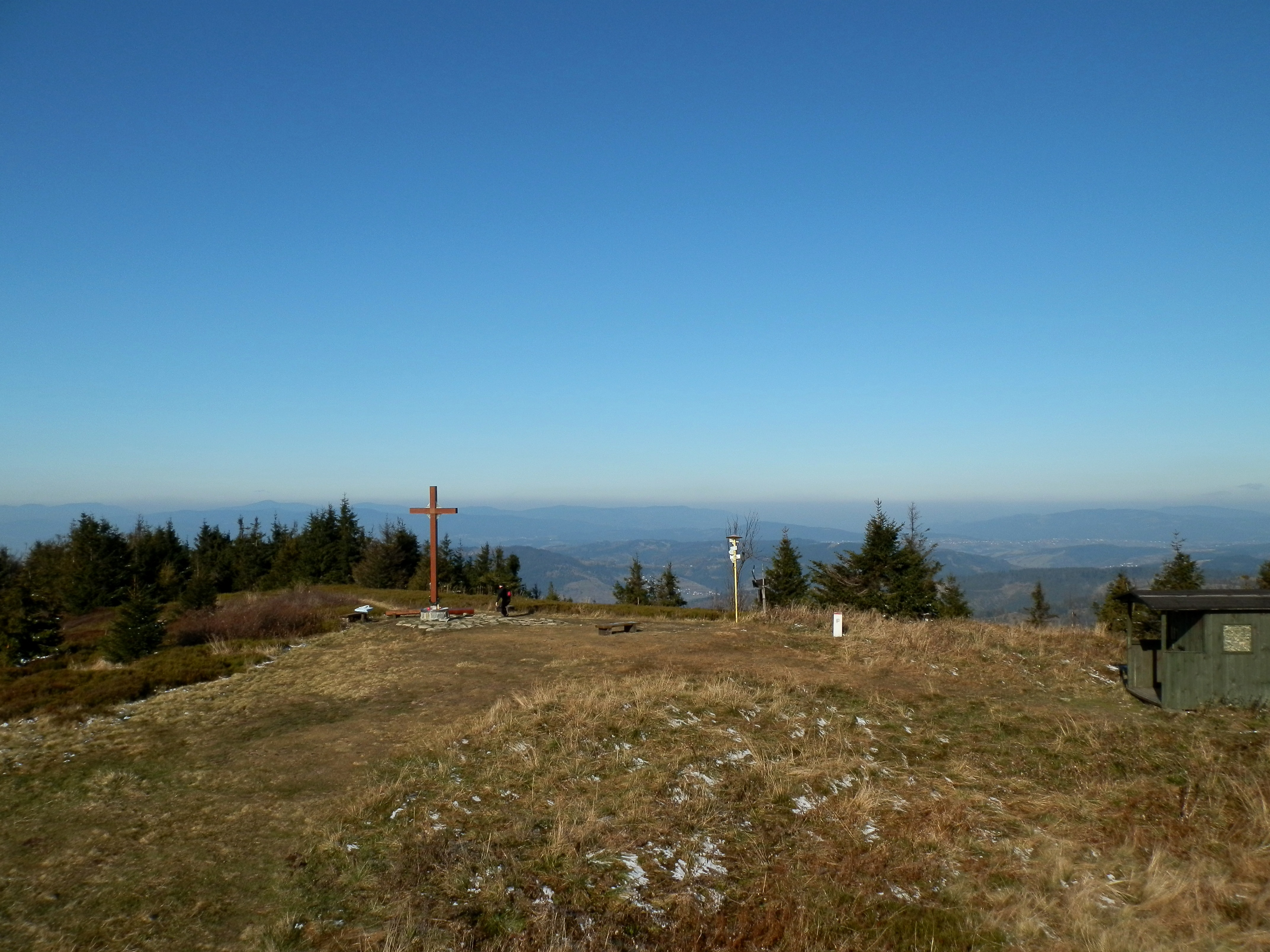
Granica polsko-słowacka, Wielka Racza (październik 2011)

Strażnica Wojsk Ochrony Pogranicza Kolonia/Rycerka Górna imienia kpt. Zbigniewa Plewy – zlikwidowany podstawowy pododdział Wojsk Ochrony Pogranicza pełniący służbę graniczną na granicy polsko-czechosłowackiej.

Strażnica Straży Granicznej w Rycerce Górnej – zlikwidowana graniczna jednostka organizacyjna Straży Granicznej realizująca zadania bezpośrednio w ochronie granicy państwowej z Czechosłowacją/Republiką Słowacką.

## Formowanie i zmiany organizacyjne
Strażnica została sformowana w 1945 w strukturze 43 komendy odcinka jako 198 strażnica WOP (Kolonia) o stanie 56 żołnierzy. Kierownictwo strażnicy stanowili: komendant strażnicy, zastępca komendanta do spraw polityczno-wychowawczych i zastępca do spraw zwiadu. Strażnica składała się z dwóch drużyn strzeleckich, drużyny fizylierów, drużyny łączności i gospodarczej. Etat przewidywał także instruktora do tresury psów służbowych oraz instruktora sanitarnego.
Budynkiem strażnicy był zaadaptowany po drugiej wojnie światowej drewniany pałacyk myśliwski w dolinie Śrubitej u podnóża góry Wielka Racza. Budynek strażnicy spłonął w 1951.
Meldunek z 26 sierpnia 1946 do dowódcy Okręgu Wojskowego nr 5 dotyczący warunków służby żołnierzy w strażnicy nr 198 w Rycerce Górnej.
[...] budynek znajduje się na wsi w okolicy górzystej jest drewniany, parterowy, skupiony, ogrodzony, suchy w stanie dobrym. Dwa nieskanalizowane ustępy. Piece kaflowe dające wystarczającą ciepłotę. Oświetlenie naftowe niewystarczające. Ilość izb mieszkalnych powyżej 10-ciu żołnierzy – 1. Ilość przypadającej przestrzeni na jednego żołnierza wynosi 10 m do 15 m. Odległość izb mieszkalnych do umywalni i ustępu wynosi 50 m. Łóżka żelazne zaopatrzone w sienniki. Wszyscy żołnierze posiadają dostateczną ilość kocy i bielizny pościelowej. Rzeczy osobiste przechowują w magazynie odzieżowym i w szafkach, /szafek za mało/, magazyn żywnościowy i stołówka są. Łaźnia i prymitywna pralnia są. Izby chorych nie ma.
Drugim budynkiem strażnicy była gajówka lasów państwowych w przysiółku Ciapków (u wylotu doliny potoku Ciapków), również należącym do Rycerki Górnej. Pod koniec lat 50. XX w. w przysiółku Kolonia wybudowano nowy drewniany budynek, który spełniał swoje funkcje do czasów rozwiązania Strażnicy Straży Granicznej w Rycerce Górnej w 2004.
W związku z reorganizacją oddziałów WOP, 24 kwietnia 1948 strażnica została włączona w struktury 57 batalionu Ochrony Pogranicza, a 1 stycznia 1951 34 batalionu WOP w Żywcu.
Od 15 marca 1954 wprowadzono nową numerację strażnic, a strażnica WOP Rycerka I kategorii otrzymała nr 203 w skali kraju
W 1956 rozpoczęto numerowanie strażnic na poziomie brygady. Strażnica I kategorii WOP Rycerka Górna była 17 w 3 Brygadzie Wojsk Ochrony Pogranicza w Nowym Sączu.
Strażnica WOP Rycerka od kwietnia 1958 Placówka Kadrowa WOP Rycerka.
1 stycznia 1960 była jako 6 strażnica WOP III kategorii Rycerka.
W 1963 rozformowano strażnicę III kategorii Rycerka, a jej odcinek przekazano nowo utworzonej Placówce WOP Rycerka.
1 stycznia 1964 była jako 2 placówka WOP Rycerka.

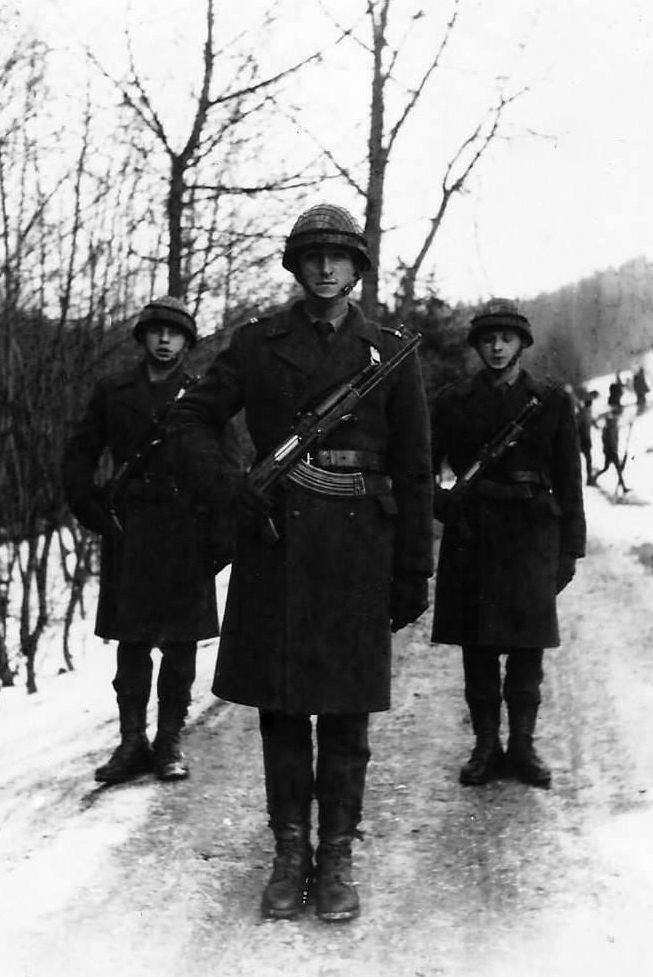
Posterunek honorowy z żołnierzy batalionu WOP Żywiec nieopodal strażnicy, podczas memoriału im. kpt. Zbigniewa Plewy (1975)

W 1976, w związku z przejściem na dwuszczeblowy system dowodzenia, placówkę podporządkowano bezpośrednio pod sztab Górnośląskiej Brygady WOP w Gliwicach.
13 grudnia 1981, po wprowadzeniu stanu wojennego na terytorium kraju, dowódca GB WOP wewnętrznym rozkazem w miejscu stacjonowania poszczególnych batalionów utworzył tzw. „wysunięte stanowiska dowodzenia” (zalążek przyszłych batalionów granicznych), którym podporządkował strażnice znajdujące się na odcinkach dawnych batalionów granicznych. Brygada wykonywała zadania ochrony granicy i bezpieczeństwa państwa wynikające z dekretu o wprowadzeniu stanu wojennego.
W drugiej połowie 1984 Strażnica WOP Rycerka włączona została w struktury utworzonego batalionu granicznego GB WOP w Żywcu, a od października 1989 batalionu granicznego GB WOP w Cieszynie do 15 maja 1991 jako strażnica kadrowa na czas „P”.
Straż Graniczna:

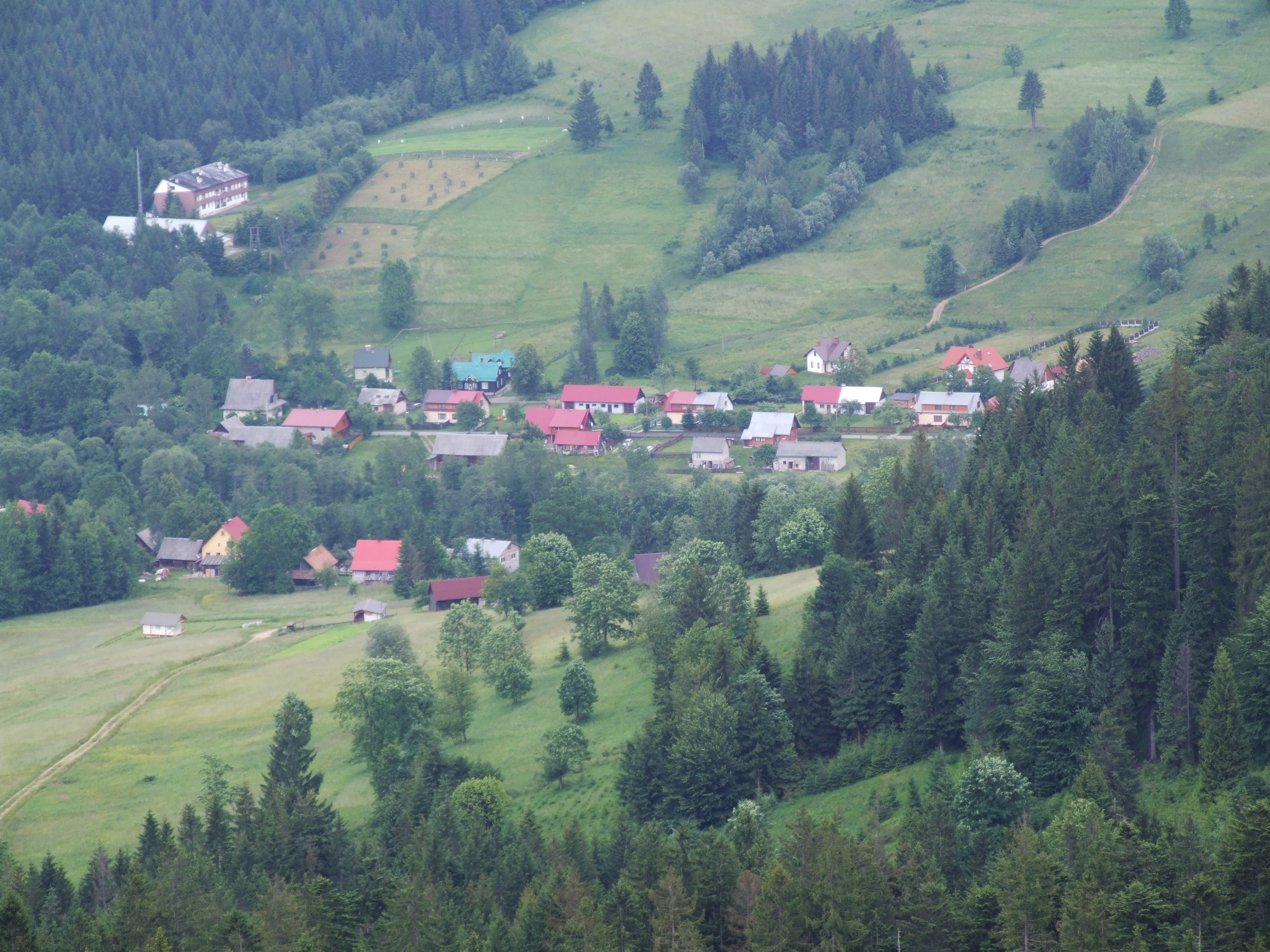
W głębi po lewej budynki strażnicy w Rycerce Górnej (czerwiec 2008)

16 maja 1991 po rozwiązaniu Wojsk Ochrony Pogranicza strażnica w Rycerce Górnej przejęta została przez Beskidzki Oddział Straży Granicznej w Cieszynie i przyjęła nazwę Strażnica Straży Granicznej w Rycerce Górnej (Strażnica SG w Rycerce Górnej).
1 grudnia 1998, Decyzją nr 34 Komendanta Głównego Straży Granicznej z dnia 5 sierpnia 1998, Strażnica SG w Rycerce Górnej włączona została w struktury Karpackiego Oddziału Straży Granicznej w Nowym Sączu.
W 2000 rozpoczęła się reorganizacja struktur Straży Granicznej związana z przygotowaniem Polski do wstąpienia do Unii Europejskiej i przystąpieniem do Traktatu z Schengen. Podczas restrukturyzacji wprowadzono kompleksową ochronę granicy już na najniższym szczeblu organizacyjnym, tj. strażnica i graniczna placówka kontrolna. Wprowadzona całościowa ochrona granicy zniosła podział na graniczne jednostki organizacyjne ochraniające tylko tzw. „zieloną granicę” i prowadzące tylko kontrole ruchu granicznego. W wyniku tego 15 września 2004 Strażnica SG w Rycerce Górnej została rozwiązana. Ochraniany przez strażnicę odcinek granicy państwowej przejęła Graniczna Placówka Kontrolna Straży Granicznej w Zwardoniu.
Od lipca 2006 w obiekcie funkcjonuje całoroczne szkolne schronisko młodzieżowe.

## Ochrona granicy
W 1960, 6 strażnica WOP Rycerka III kategorii ochraniała odcinek granicy państwowej o długości 18830 m:
- Włącznie znak graniczny nr III/154, wyłącznie znak granicznego nr III/174.

W kwietniu 1963 w obiekcie strażnicy Rycerka wybuchł pożar. W związku z tym d-ca 3 Karpackiej Brygady WOP skrócił ochraniany przez strażnicę odcinek granicy państwowej do 12 km, a pozostałą część odcinka przejęły strażnice WOP: Zwardoń i Soblówka.
1 stycznia 1964 na ochranianym odcinku funkcjonowały przejścia graniczne małego ruchu granicznego (mrg), gdzie kontrolę graniczną i celną osób, towarów oraz środków transportu wykonywała załoga strażnicy:
- Rycerka-Nová Bystrica
- Przegibek-Vychylovka (Nová Bystrica).

W ochronie granicy dowódcy strażnicy ściśle współpracowali ze swoimi odpowiednikami, tj. naczelnikami placówek OSH (Ochrana Statnich Hranic) CSRS.
Straż Graniczna:
6 grudnia 1996 na odcinku strażnicy zostały ponownie uruchomione przejścia graniczne mrg, gdzie kontrolę graniczną i celną osób, towarów oraz środków transportu wykonywała załoga strażnicy:
- Rycerka-Nová Bystrica
- Przegibek-Vychylovka.

1 lipca 1999 na odcinku strażnicy zostało uruchomione przejście graniczne na szlaku turystycznym (turystyczne), gdzie kontrolę graniczną i celną osób, towarów oraz środków transportu wykonywała załoga strażnicy:
- Wielka Racza-Veľká Rača.

## Wydarzenia
- 1946 – jesień, patrol strażnicy w składzie: kpr. Stanisław Binek i kpr. Konstanty Sidorowicz natknął się na oddział „Zemsty”. W walce poległ „Ingold” zastępca „Zemsty”. Do ponownego starcia z tym oddziałem doszło w grudniu tego samego roku. Oddział się rozproszył i ukrył po wsiach[18].

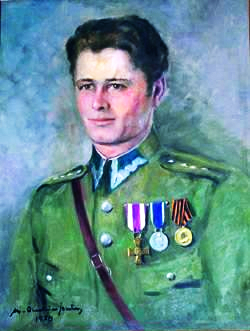
kpt. Zbigniew Plewa komendant strażnicy do 10.02.1947

- 1947 – 10 lutego w rejonie Przegibka zostali zamordowani przez Oddział NSZ Stanisława Kopika ps. „Zemsta”: kpt. Zbigniew Plewa (k-nt strażnicy WOP Rycerka), szer. Stanisław Duda i st. szer. Stanisław Kozioł[20][21][22][23]. Kilka miesięcy później oddział „Zemsty” został rozbity. Część oddziału poległa, kilku rannych ujęto, a część zbiegła na stronę czechosłowacką. Kpr. Bronisław Smolnik, który przyczynił się do rozbicia oddziału, został odznaczony Krzyżem Walecznych i awansowany do stopnia plutonowego[18].
- 1956 – koniec czerwca, początek lipca w okresie tzw. „Wypadków poznańskich”, przy linii granicznej i w strefie działania, odnajdywano pakunki zawierające ulotki z tzw. „bibułą”, przytwierdzone do balonów leżących na ziemi[24]. W związku z masowością zjawiska, żołnierze otrzymali zezwolenie na użycie broni, celem zestrzelenia nisko przelatujących balonów (nawet jeśli znajdowały się na terytorium czechosłowackim, ale w zasięgu ognia – to samo czynili pogranicznicy czechosłowaccy)[25].
- 1973 – strażnica została wyposażona w skuter śnieżny Buran umożliwiający patrolowanie granicy w zimie[26].
- 1976 – wycofano ostatecznie z granicy rowery, zastępując je motocyklami małolitrażowymi; WSK-175 dla kadry i WSK-125 dla żołnierzy służby zasadniczej (5–13 motocykli w zależności od obsady i na jakiej granicy). Wyposażone w łączność radiową motocykle stały się podstawowym środkiem transportu w służbie patrolowej i rozpoznawczej[27].
- 13 grudnia 1981–22 lipca 1983 – (stan wojenny w Polsce), normę służby granicznej dla żołnierzy podwyższono z 8 do 12 godzin na dobę. Ścisłą kontrolą objęto całą strefę nadgraniczną, zamknięte zostały szlaki turystyczne. W stan gotowości były postawione pododdziały odwodowe[28][29].

## Strażnice sąsiednie
- 197 strażnica WOP Glinka ⇔ 199 strażnica WOP Zwardoń – 1946
- 197 strażnica OP Soblówka ⇔ 199 strażnica OP Zwardoń – 1949
- 202 strażnica WOP Soblówka ⇔ 204 strażnica WOP Zwardoń – 15.03.1954
- 16 strażnica WOP Soblówka II kat. ⇔ 18 strażnica WOP Zwardoń I kat. – 1956
- 7 strażnica WOP Soblówka III kat. ⇔ 5 strażnica WOP Zwardoń III kat. – 1.01.1960
- 3 strażnica WOP Soblówka lądowa IV kat. ⇔ 1 strażnica WOP Zwardoń lądowa IV kat. – 1.01.1964
- Placówka WOP Soblówka ⇔ Placówka WOP Zwardoń
- Strażnica kadrowa WOP Soblówka ⇔ Strażnica kadrowa WOP Zwardoń – do 15.05.1991

Straż Graniczna:
- Strażnica SG w Soblówce ⇔ Strażnica SG w Zwardoniu – 16.05.1991–2.01.2003
- Strażnica SG w Soblówce ⇔ GPK SG w Zwardoniu – 3.01.2003–15.09.2004.

## Komendanci/dowódcy strażnicy
- chor. Józef Skwara (był 14.09.1946)[30]
- por. Władysław Balejko (do 9.01.1947)[n]
- kpt. Zbigniew Plewa (9.01.1947[o]–†10.02.1947)[20]
- chor. Wiktor Morawski (był w 1976)[31]
- por. Tadeusz Kwiędacz (05.1978[p]–09.1981)[q][32]
- por. Marek Banach (1981–30.10.1982)
- kpt. Józef Laszczyk[14][33] (1.11.1982[34]–15.05.1991)

Komendanci strażnicy SG:
- mjr SG Józef Laszczyk (od 16.05.1991)[33].

## Upamiętnienie

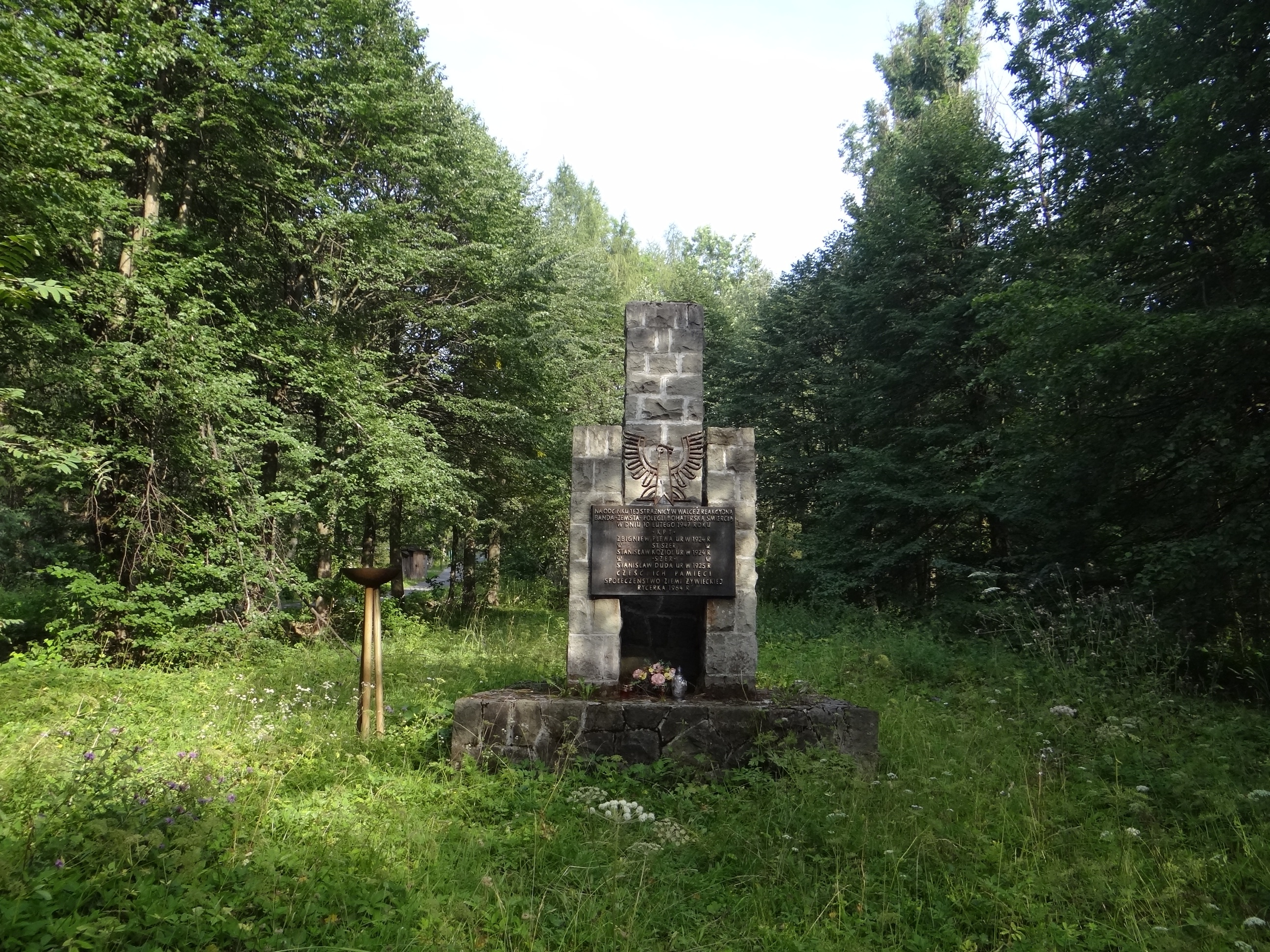
Zlikwidowany pomnik w Rycerce Górnej żołnierzy strażnicy WOP Rycerka, poległych w walce z bandą „Zemsta” (listopad 2012)

- 10 czerwca 1960 na budynku strażnicy odsłonięto tablicę pamiątkową i nadano strażnicy imię kpt. Zbigniewa Plewy. Poległych zaliczono na stałe w poczet załogi[18]. W 1964 obok strażnicy odsłonięto pomnik poległych 10 lutego 1947 śmiercią bohaterską kpt. WOP Zbigniewa Plewy i dwóch jego żołnierzy: Stanisława Kozieły i Stanisława Dudy[21] (30 marca 2018 pomnik został usunięty na mocy ustawy z 1 kwietnia 2016 o zakazie propagowania komunizmu lub innego ustroju totalitarnego przez nazwy jednostek organizacyjnych, jednostek pomocniczych gminy, budowli, obiektów i urządzeń użyteczności publicznej oraz pomniki. Płyta upamiętniająca żołnierzy wraz z Orłem została przekazana do Oddziałowego Biura Upamiętniania Walk i Męczeństwa w Krakowie 6 kwietnia 2018[35]).

- 10 listopada 2021 w przeddzień Święta Odzyskania Niepodległości w Rycerce Górnej spotkali się emerytowani żołnierze i funkcjonariusze służb granicznych ochraniających granice Polski na kierunku żywieckim i w Strażnicy Rycerka Górna (WOP, następnie SG) w osobach: Tadeusz Kwiędacz (pomysłodawca i główny fundator projektu budowy pomnika, były żołnierz Strażnicy w Rycerce Górnej), Sławomir Matusewicz (Prezes ZEiRSG[r]), Mariusz Kosmaty (Prezes Regionu Cieszyn ZEiRSG), Edward Pierzchała (członek Komisji Rewizyjnej Regionu Cieszyn ZEiRSG), Albin Kłodnicki (ZŻWP[s] Koło Nr 10 w Żywcu), Lesław Wisiński (były żołnierz i funkcjonariusz Strażnicy w Rycerce Górnej), Andrzej Szczerba (były żołnierz i funkcjonariusz Strażnicy w Rycerce Górnej), Józef Laszczyk (były żołnierz i funkcjonariusz Strażnicy w Rycerce Górnej) oraz projektant, a także wykonawca planowanego pomnika. Zebrani omówili projekt budowy pomnika poległym żołnierzom i funkcjonariuszom służb granicznych. Według pomysłodawcy projektu i jego głównego fundatora, mjr. rez. Tadeusza Kwiędacza pomnik stanie na działce której jest właścicielem, a którą kupił z myślą o upamiętnieniu poległych żołnierzy i funkcjonariuszy w ochronie granicy państwowej. Uzgodniono, że pomnik zostanie postawiony w rejonie miejsca, z którego 30 marca 2018 usunięto pomnik ku czci poległych w rejonie Przełęczy Przegibek: kpt. Zbigniewa Plewy, st. szer. Stanisława Kozioła i szer. Stanisława Dudy. Spotkanie zakończyło się uroczystym oddaniem honorów żołnierzom i funkcjonariuszom, którzy oddali Ojczyźnie swoje zdrowie i życie. Kwiaty złożono w miejscu planowanej budowy pomnika. Na planowanym spotkaniu 27 listopada 2021 zostanie powołany społeczny komitet budowy pomnika, a także omówione zostaną szczegóły realizacji przedsięwzięcia[36].
  - 27 listopada 2021 w Rycerce Górnej podpisano Akt Założycielski Komitetu Społecznego Ufundowania Pomnika Żołnierzy, Funkcjonariuszy i Pracowników Polskich Formacji Granicznych na Ziemi Żywieckiej. Pod wymienionym dokumentem podpisy złożyli: Tadeusz Kwiędacz (Pomysłodawca i Główny Organizator Projektu), Sławomir Matusewicz (Prezes ZEiRSG), Przemysław Koperski (Poseł na Sejm Rzeczypospolitej Polskiej), Andrzej Bułka (Sołtys Sołectwa Rycerka Górna), Ks. Artur Suska (Kapelan ŚlOSG), Jan Ficoń (Prezes Koła Łowieckiego „Głuszec” w Rajczy), Mariusz Wiśniewski (Przewodniczący Zarządu Oddziałowego NSZZ FSG w Raciborzu), Grzegorz Szafrański (Prezes Towarzystw Miłośników Ziemi Żywieckiej), Kazimierz Semik (Redaktor Naczelny Nad Sołą i Koszarawą), Hieronim Woźniak (Redakcja Nad Sołą i Koszarawą), Andrzej Zieliński (Towarzystwo Miłośników Ziemi Żywieckiej), Kazimierz Żmija (Towarzystwo Miłośników Ziemi Żywieckiej), Olaf Szkiladz (Biuro Poselskie Przemysława Koperskiego, Albin Kłodnicki (Prezes Koła Nr 10 ZŻWP w Żywcu), Jan Ogar (Prezes Koła Nr 5 ZŻWP w Cieszynie), Edward Pierzchała (członek Komisji Rewizyjnej Regionu Cieszyn ZEiRSG), Lesław Wisiński (emerytowany żołnierz i funkcjonariusz formacji granicznych), Andrzej Szczerba (emerytowany żołnierz i funkcjonariusz formacji granicznych), Józef Laszczyk (emerytowany żołnierz i funkcjonariusz formacji granicznych), Józef Michałek (emerytowany żołnierz i funkcjonariusz formacji granicznych), Józef Michta (emerytowany żołnierz i funkcjonariusz formacji granicznych). Obowiązki przewodniczącego powołanego komitetu pełni: Tadeusz Kwiędacz, Sławomir Matusewicz. Sekretarzem komitetu został Mariusz Kolanko (sekretarz Regionu w Cieszynie ZEiRSG), Skarbnikiem komitetu został Krzysztof Miś (główny skarbnik ZEiRSG). Założyciele komitetu społecznego przyjęli wstępny projekt pomnika, który po wykonaniu wizualizacji zostanie zaprezentowany w kolejnym komunikacie. Napis, który będzie umieszczony na tablicy pomnika, zostanie doprecyzowany na początku stycznia 2022 po uprzednim przeprowadzeniu konsultacji w tym zakresie[37].
  - 4 czerwca 2022 odbyło się uroczyste odsłonięcie Pomnika Pamięci żołnierzy, funkcjonariuszy i pracowników polskich formacji granicznych. Gospodarzami były władze gminy Rajcza, a którą uświetnili m.in. parlamentarzyści RP na czele z Marszałek Senatu Gabrielą Morawską-Stanecką, organizacje mundurowe, a także lokalne stowarzyszenia i miejscowa ludność[38].
  - 25 maja 2024 w Rycerce Górnej odbyła się uroczystość odsłonięcia Kalendarium Miejsca Pamięci przy pomniku „Żołnierzy Funkcjonariuszy i Pracowników Polskich Formacji Granicznych, którzy od 1918 r. strzegli i bronili granic Polski”. W wydarzeniu udział wzięła m.in. Pani Wanda Bizoń – siostra kpt. Zbigniewa Plewy, który 10 lutego 1947 złożył w służbie granicznej ofiarę najwyższą – swoje życie oraz jego najbliższa rodzina[39].
  - 15 sierpnia 2024 w Święto Wojska Polskiego, w Rycerce Górnej Kolonii grupa byłych żołnierzy Wojsk Ochrony Pogranicza, a później funkcjonariuszy Straży Granicznej na czele z Andrzejem Szczerbą i Lesławem Wisińskim, przy współudziale żołnierzy rezerwy Jarosława Sikory i Andrzeja Alberta, wzbogaciła miejsce pamięci, poświęcone obrońcom Polskich Granic, o wtórnik znaku granicznego z numerem 157/14. Przy znaku tym banda dowodzona przez Stanisława Kopika przeprowadziła 10 lutego 1947 na stronę słowacką żołnierzy strażnicy WOP w Rycerce Górnej (kpt. Zbigniew Plewa, st. szer. Stanisław Kozioł i szer. Stanisław Duda) i tam ich zamordowała[40].

Pomnik Pamięci żołnierzy, funkcjonariuszy i pracowników polskich formacji granicznych
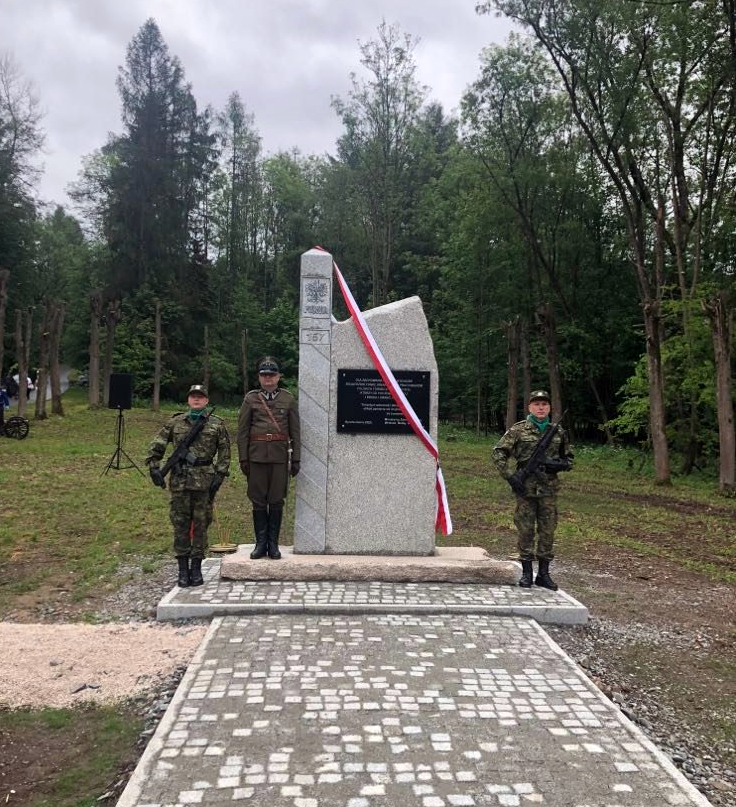
Pomnik z asystą honorową (czerwiec 2022)
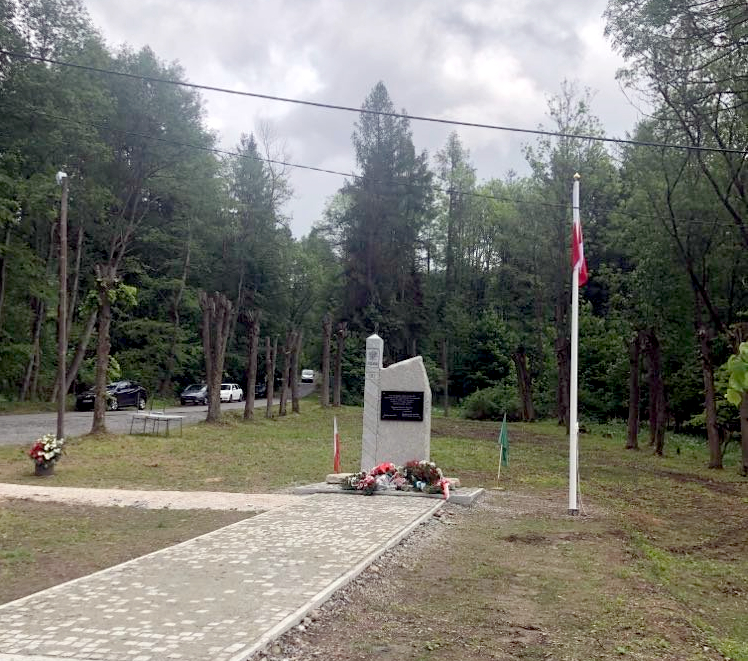
Pomnik (czerwiec 2022)
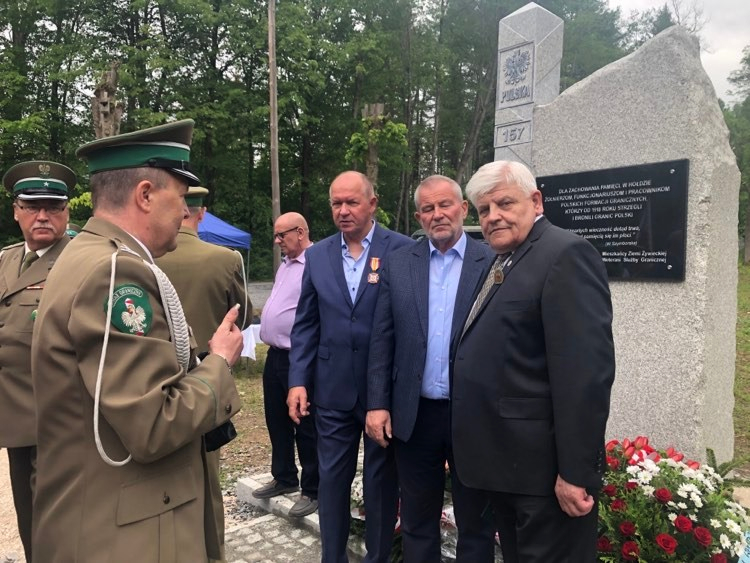
Odznaczeni ofiarodawcy (czerwiec 2022)
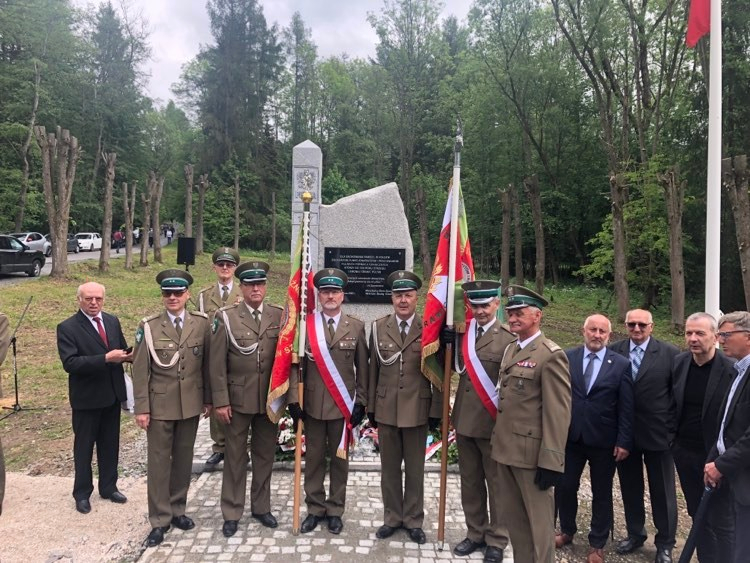
Poczty sztandarowe (czerwiec 2022)